# خزعل الماجدي
خزعل الماجدي باحث من العراق، مُتخصص في علم وتاريخ الأديان والحضارات القديمة، وشاعر وكاتب مسرحي، ولد في كركوك 1951. له ما يزيد عن خمسين مؤلفاً تنوعت بين علم الاديان والحضارات، الشعر والمسرح، كُتبت جلّ أعماله باللغة العربية.

## التعليم
أكمل دراسته في بغداد وحصل على شهادة الدكتوراه في التاريخ القديم من معهد التاريخ العربي والتراث العلمي للدراسات العليا في بغداد عام 1996. كما حصل على دكتوراه ثانية في فلسفة الأديان عام 2009.

## العمل
عمل بدائرة السينما والمسرح في وزارة الثقافة العراقية لغاية عام 1998، وعمل ما بين عامي 1973-1996 في الإذاعة والتلفزيون والمجلات والصحف العراقية واتحاد الأدباء والكتاب ودائرة السينما والمسرح. ثم أستاذاً جامعياً في جامعة درنة في ليبيا للفترة من 1998-2003 مدرسـاً للتاريـخ القديم وتاريخ الفن. وما بين عامي 1996-1998 عمل في الأردن ونشر كتبه الفكرية الأولى.
عـاد إلى العراق في آب 2003 وعمل مديراً للمركز العراقي لحوار الحضارات والأديان في العراق. وما بين عامي 2007-2014 حاضر في جامعة لايدن وعمل في عدد من الجامعات المفتوحة في هولندا وأوروبا، وهو يدرِّس تاريخ الحضارات والأديان القديمة. كما أنه عضو في اتحاد الأدباء والكتاب في العراق، واتحاد الكتاب العرب واتحاد المسرحيين العراقيين، ونقابة الصحفيين العراقيين، واتحاد المؤرخين العرب، وعضو في الأكاديمية العالمية للشرق – غرب في رومانيا. وهو مؤلف مسرحيّ إضافـة إلى كونه مؤلفاً لأكثر من خمسين كتاباً في الميثولوجيا و(العَود الأبدي: العودة للاصول وصراع الأسطورة والتاريخ) صدر عن الدار العربية للموسوعات 2011.
التاريخ القديم والأديان القديمة والشعر والمسرح وتاريخ الأديان وعلم وتاريخ الحضارات.

## الإصدارات

### في الميثولوجيا والأديان القديمة والحضارات
| - (سفر سومر) صدر عن دار عشتار 1999. - (حكايات سومرية) صدر عن وزارة الإعلام، بغداد 1995. - (مثلوجيا الأردن القديم) صدر عن وزارة السياحة والآثار، عمّان 1997. - (أديان ومعتقدات ما قبل التاريخ) صدر عن دار الشروق 1997. - (جذور الديانة المندائية) صدر عن مكتبة المنصور 1997. - (الدين السومري) صدر عن دار الشروق 1998. - (بخور الآلهة: دراسة في الطب والسحر والأسطورة والدين) صدر عن الدار الأهلية 1998. - (متون سومر: التاريخ. المثولوجيا. اللاهوت. الطقوس) صدر عن الدار الأهلية 1998. - (إنجيل سومر) صدر عن الدار الأهلية 1998. - (إنجيل بابل) صدر عن الدار الأهلية 1998. - (الآلهة الكنعانية) صدر عن دار أزمنة 1999. - (الدين المصري) صدر عن دار الشروق 1999. - (المعتقدات الآرامية) صدر عن دار الشروق 2000. - (المعتقدات الكنعانية) صدر عن الشروق 2001. - (موسوعة الفلك في التاريخ القديم) صدر عن دار أسامة 2001. - (مثلوجيا الخلود: دراسة في أساطير الخلود قبل وبعد الموت في الحضارات القديمة) صدر عن درا المدار الأهلية 2001. - (المعتقدات الأمورية) صدر عن دار الشروق 2002. - (أدب الكالا.. أدب النار/ دراسة في الادب والفن والجنس في العالم القديم) صدر عن المؤسسة العربية للدراسات والنشر 2002. - (المعتقدات الإغريقية) صدر عن دار الشروق 2004. - (المعتقدات الرومانية) صدر عن دار الشروق 2005. - (تاريخ القدس القديم : منذ عصور ما قبل التاريخ حتى الاحتلال الروماني) صدر عن المؤسسة العربية للدرسات والنشر 2005. - (كنوز ليبيا القديمة) صدر عن دار زهران 2008. | - (سحر البدايات) صدر عن دار النايا 2010. - (المثولوجيا المندائية) صدر عن دار نينوى 2010. - (العَود الأبدي: العودة للاصول وصراع الأسطورة والتاريخ) صدر عن الدار العربية للموسوعات 2011. - (الأنباط: التاريخ والمثولوجيا والفنون) صدر عن دار النايا 2012. - (كتاب إنكي: الأدب في وادي الرافدين) صدر في جزئين عن المركز الثقافي العربي ومؤسسة مؤمنون بلا حدود 2013. - (تاريخ الخليقة) صدر عن دار نون 2014. - (حضارات ما قبل التاريخ) صدر عن دار نون 2014. - (آلهة شام) صدر عن دار نون 2014. - (المندالا المثولوجية) صدر عن دار نون 2014. - (كشف الحلقة المفقودة بين أديان التعدد والتوحيد) صدر عن مؤسسة مؤمنون بلا حدود 2014. - (أصول الناصورائية المندائية في أريدو وسومر) صدر عن دار فضاءات 2014. - (الحضارة السومرية) صدر عن دار نون 2015. - (الحضارة المصرية) صدر عن دار نون 2015. - (الآموريون الساميون الأوائل التاريخ، المثولوجيا، الطقوس، الفنون) صدر عن دار صفحات 2016. - (علم الأديان: تاريخه، مكوناته، مناهجه، أعلامه، حاضره مستقبله) صدر عن مؤسسة مؤمنون بلا حدود 2016. - (السحر والدين في عصور ماقبل التاريخ) صدر عن دار نينوى 2017. - (عراق ما قبل التاريخ) صدر عن دار الرافدين 2017. - (فنون ما قبل التاريخ) صدر عن دار رؤية 2017. - (أنبياء سومريون: كيف تحوّل عشرة ملوك سومريين إلى عشرة أنبياء توراتيين؟) صدر عن المركز الثقافي للكتاب 2018. - (الحضارات السامية المبكرة) صدر ضمن سلسلة تاريخ الحضارات عن منشورات تكوين 2019. - (الحضارة الهندية) صدر عن منشورات تكوين 2019. |

| - (يقظة دلمون) صدر عن وزارة الإعلام 1980. - (أناشيد إسرافيل) صدر عن وزارة الإعلام 1984. - (خزائيل) صدر عن وزارة الإعلام 1989. - (عكازة رامبو) صدر عن دار الأمد 1993. - (فيزياء مضادة) صدر عن مكتبة المنصور 1997. - (حيّة ودرج) صدر عن مكتبة المنصور 2006. - (فلم طويل جداً) صدر عن منشورات بابل 2009. - (أحزان السنة العراقية) صدر عن دار الغاوون 2010. - (ربما.. من يدري؟!) صدر عن دار ميزوبوتاميا 2013. - (شوغات) صدر عن دار ميزوبوتاميا 2013. - (ورد لوجهك كي يبوح) صدر عن دار فضاءات 2017. - (تقلب الجمر وتتهيج) صدر عن دار فضاءات 2017. - (الأعمال الشعرية) صدرت في ست مجلدات عن المؤسسة العربية للدراسات والنشر. | - (عزلة في الكريستال) 1990. - (حفلة الماس) 1991. - (هاملت بلا هاملت) 1992. - (قمر من دم) 1992. - (الغراب) 1992. - (مسرحيات قصيرة جداً) 1993. - (تموز في الأعالي) 1993. - (قيامة شهرزاد) 1994. - (نزول عشتار إلى ملجأ العامرية) 1994. - (أكيتو: الليالي البابلية) 1995. - (مفتاح بغداد) 1997. - (أنيما) 1997. - (سدرا) 1999. - (موسيقا صفراء) 2008. - (التيه) 2008. - (المسرح المفتوح) صدر عن دار غيداء 2017. | - (العقل الشعري) الكتاب الأول (العقل الشعري الخالص والمحيط الناطق) صدر عن دار الشؤون الثقافية، بغداد 2004. - (العقل الشعري) الكتاب الثاني (العقل الشعري العملي والظاهر والباطن) صدر عن دار الشؤون الثقافية، بغداد 2004. |